# Isogona continua
Isogona continua là một loài bướm đêm trong họ Erebidae.